# Tjuchtet (Tschet)
Der Tjuchtet (russisch Тюхтет) ist ein etwa 67 km langer rechter Nebenfluss des Tschet in der Region Krasnojarsk in Sibirien im asiatischen Teil Russlands.

## Verlauf
Der Tjuchtet entspringt 45 km nordwestlich von Atschinsk im Südosten des Westsibirischen Tieflands auf einer Höhe von etwa 220 m. Er durchfließt eine Taiga-Landschaft in überwiegend westlicher Richtung. 6 Kilometer oberhalb seiner Mündung in den Tschet passiert der Fluss den gleichnamigen Ort.
Der Tjuchtet entwässert ein 804 km² großes Areal. Der Tjuchtet weist über seine gesamte Länge ein stark mäandrierendes Verhalten auf.
Der Fluss wird hauptsächlich von der Schneeschmelze gespeist. Im Mai kommt es deshalb häufig zu Hochwasser. Ende Oktober / Anfang November gefriert die Flussoberfläche. Bis Ende April / Anfang Mai bleibt der Fluss eisbedeckt.